# František Čáda
František Čáda (30. května 1895 Karlín – 10. října 1975 Brno) byl český kodikolog, právní historik a archivář. Působil v Českém zemském archivu, archivu Národního muzea a později jako profesor i děkan Právnické fakulty Masarykovy univerzity. Stal se autorem mnoha knih pojednávajících o historii práva v Česku i ve střední Evropě.

## Život
Po absolvování pražského gymnázia studoval v letech 1914–1918 na Právnické fakultě Univerzity Karlovy, 13. března roku 1919 získal titul doktora práv. V letech 1917–1921 studoval také na Filozofické fakultě UK a zároveň na Státní škole archivních studií v Praze. Už během těchto studií se vzhledem k finanční situaci rodiny po smrti otce stal pracovníkem Českého zemského archivu, poté archivu Národního muzea a roku 1923 se na pražské právnické fakultě habilitoval pro československé právní dějiny. Roku 1926 ale Prahu opustil a stal se mimořádným, po roce 1933 řádným profesorem středoevropských právních dějin na Právnické fakultě Masarykovy univerzity v Brně.
Byl aktivním členem řady vědeckých společností, např. Královské české společnosti nauk, České akademie věd a umění, spolku Všehrd, Československé akademické společnosti Právník apod. Jako první poválečný děkan se velmi zasloužil o obnovu brněnské právnické fakulty, za statečnost během okupace obdržel Zlatý klíč Kounicových kolejí, kde byl také vězněn, a pamětní medaile za boj za svobodu a za boj proti fašismu.
Po komunistickém převratu však musel z fakulty odejít, nebylo mu umožněno ani pokračovat v přednáškách dějin veřejné správy a statistiky na brněnské filozofické fakultě, a útočiště nakonec našel až v komisi pro soupis a studium rukopisů Československé akademie věd, kde spolupracoval s profesorem římského práva Miroslavem Boháčkem. V roce 1965 prozkoumal v zámecké knihovně kroměřížského zámku jednu z nejstarších liturgických knih dochovaných v českých zemích Kroměřížský sakramentář. Stať o něm napsal spolu s kolegou muzikologem profesorem Františkem Pokorným. Po zbytek produktivního života se tak věnoval kodikologii.

## Rodina
František Čáda se narodil jako starší ze dvou dětí profesora filosofie a pedagogiky Františka Čády a Marie, rozené Kastnerové, měl mladší sestru Marii.
Archiváři byli kromě něj i další členové rodiny. Dne 2. července 1929 se František Čáda oženil s archivářkou PhDr. Boženou Kubíčkovou (1899–1986), jejich dcera Helena Flodrová (1931–2012), rozená Čádová též vystudovala archivnictví.